# Priapium
Priapium – asymetryczny narząd kopulacyjny ryb z rodziny Phallostethidae z rzędu aterynokształtnych, złożony z kości i mięśni, usytuowany po spodniej stronie głowy samca. Powstał z przekształconej pierwszej pary żeber i kości pasa miednicowego. Służy do przytrzymywania samicy podczas krycia.